# برمودا در المپیک تابستانی ۲۰۲۰
برمودا در المپیک تابستانی ۲۰۲۰ توکیو شرکت کرد. این بازی‌ها که ابتدا قرار بود از ۲۴ ژوئیه تا ۹ اوت ۲۰۲۰ برگزار شود، به دلیل دنیاگیری کووید-۱۹ به ۲۳ ژوئیه به ۸ اوت ۲۰۲۱ موکول شد. از زمان اولین حضور رسمی کشور در سال ۱۹۳۶، ورزشکاران برمودایی در هر دوره از بازی‌های المپیک تابستانی حضور داشتند، اما به دلیل حمایت این کشور از تحریم های ایالات متحده در المپیک تابستانی ۱۹۸۰ در مسکو شرکت نکردند.
اولین مدال طلای المپیک برمودا در این بازی‌ها توسط فلورا دافی در رشته سه‌گانه به دست آمد.

## مدال‌آوران
| مدال | ورزشکار    | ورزش   | رویداد       | تاریخ    |
| ---- | ---------- | ------ | ------------ | -------- |
| طلا  | فلورا دافی | سه‌گانه | انفرادی زنان | ۲۷ ژوئیه |

## شرکت‌کنندگان
| ورزش   | مرد | زن | مجموع |
| ------ | --- | -- | ----- |
| روئینگ | ۱   | ۰  | ۱     |
| سه‌گانه | ۰   | ۱  | ۱     |
| مجموع  | ۱   | ۱  | ۲     |

## روئینگ
| ورزشکار      | رویداد                | مرحله گروهی | مرحله گروهی | شانس مجدد | شانس مجدد | یک‌چهارم نهایی | یک‌چهارم نهایی | نیمه‌نهایی | نیمه‌نهایی | فینال   | فینال |
| ورزشکار      | رویداد                | زمان        | رتبه        | زمان      | رتبه      | زمان          | رتبه          | زمان      | رتبه      | زمان    | رتبه  |
| ------------ | --------------------- | ----------- | ----------- | --------- | --------- | ------------- | ------------- | --------- | --------- | ------- | ----- |
| دارا علیزاده | انفرادی دو پارو مردان | ۷:۳۴.۹۶     | ۴           | ۷:۳۵.۹۰   | ۲         | ۷:۳۵.۷۳       | ۵             | ۷:۱۱.۱۴   | ۳         | ۷:۰۹.۹۱ | ۱۸    |

## سه‌گانه
| ورزشکار    | رویداد       | شنا (۱.۵ کیلومتر) | ترنزیشن ۱ | دوچرخه‌سواری (۴۰ کیلومتر) | ترنزیشن ۲ | دو (۱۰ کیلومتر) | مجموع زمان | رتبه |
| ---------- | ------------ | ----------------- | --------- | ------------------------ | --------- | --------------- | ---------- | ---- |
| فلورا دافی | انفرادی زنان | ۱۸:۳۲             | ۰:۴۱      | ۱:۰۲:۴۹                  | ۰:۳۴      | ۳۳:۰۰           | ۱:۵۵:۳۶    | 1    |